# 宁夏日报
宁夏日报，中国共产党宁夏回族自治区委员会的机关报。该报曾有两次创刊，首次创刊于1949年11月11日，1954年8月31日因宁夏撤省停办，1958年8月1日再次创刊。

## 历史
1949年9月23日，中国人民解放军占领宁夏省会银川市。11月11日，中共宁夏省委机关报《宁夏日报》创刊。12月21日，《宁夏日报》启用有时任中华人民共和国中央人民政府主席毛泽东题写的报头。1954年8月，甘肃、宁夏两省合并，8月31日，《宁夏日报》停刊。
1958年8月1日，在宁夏回族自治区成立前夕，《宁夏日报》再次创刊。1958年10月25日宁夏回族自治区成立。2008年10月15日，宁夏日报主辦的刊物《理财世界》更名为《博客天下》。